# Warłaam (Wonatowicz)
Warłaam, nazwisko świeckie Wonatowicz (ur. ok. 1680 w Jarosławiu, zm. 16 stycznia?/27 stycznia 1751) – biskup Rosyjskiego Kościoła Prawosławnego.

## Życiorys
Z pochodzenia był mieszczaninem. Kształcił się w Akademii Mohylańskiej w Kijowie, a następnie w Akademii Słowiano-Grecko-Łacińskiej w Moskwie, uzyskując dyplom końcowy w 1704. Wieczyste śluby mnisze złożył w monasterze Objawienia Pańskiego w Moskwie lub według innych źródeł w monasterze Zaśnięcia Matki Bożej w Tichwinie. Od 1716 przebywał w Ławrze św. Aleksandra Newskiego, gdzie pełnił funkcje spowiednika i naczelnego kapelana floty rosyjskiej. W 1719 otrzymał godność archimandryty i został mianowany przełożonym monasteru Zaśnięcia Matki Bożej w Tichwinie.
11 maja 1722 otrzymał nominację biskupią, zaś trzy dni później przyjął chirotonię na biskupa kijowskiego i halickiego. Ceremonia odbyła się w soborze Zaśnięcia Matki Bożej w Moskwie, zaś głównym konsekratorem był arcybiskup pskowski Teofan. Był pierwszym hierarchą na katedrze kijowskiej, który został nominowany przez Świątobliwy Synod Rządzący, a nie wybrany przez zgromadzenie duchowieństwa i wiernych administratury. Otrzymał również inny niż obowiązujący do tej pory tytuł metropolity kijowskiego i halickiego. Natychmiast po przyjęciu chirotonii Warłaam (Wonatowicz) został mianowany arcybiskupem. Po przybyciu do Kijowa podjął starania na rzecz przywrócenia eparchii kijowskiej statusu półautonomicznej metropolii. Domagał się likwidacji eparchii perejasławskiej i nadania biskupowi perejasławskiemu jedynie statusu wikariusza metropolity kijowskiego, rozpoczął również spór z biskupem białoruskim Sylwestrem o zwierzchność nad monasterami prawosławnymi w granicach Rzeczypospolitej. Zainicjował także rozbudowę i remont soboru Mądrości Bożej w Kijowie, wzniósł w Kijowie nową rezydencję biskupią. Wdrażając postanowienia Świątobliwego Synodu Rządzącego o zakazie kultu nierozłożonych szczątków osób uznawanych przez wiernych za święte bez decyzji o kanonizacji, nakazał pogrzebanie takich relikwii przechowywanych w kijowskich cerkwiach.
Był przeciwnikiem arcybiskupa Teofana Prokopowicza; jego pozycja w hierarchii Rosyjskiego Kościoła Prawosławnego znacznie spadła po usunięciu ze stanu duchownego arcybiskupa nowogrodzkiego Teodozjusza, który był wcześniej jego protektorem. W 1730 Teofan posłużył się donosem mieszczan kijowskich, by oskarżyć arcybiskupa Warłaama o uchylenie się od odprawienia nabożeństw dziękczynnych z okazji wstąpienia na tron carycy Anny Iwanowny. W rezultacie arcybiskup kijowski został pozbawiony urzędu i godności biskupiej i skierowany do Monasteru św. Cyryla Biełozierskiego. Od 1737 miał jedynie prawo do pensji w wysokości 20 rubli rocznie, przy czym fundusze te pochodziły ze sprzedanego wcześniej majątku hierarchy. W 1740 ukazem carskim Warłaam (Wonatowicz) odzyskał godność biskupią, zaś w roku następnym – część skonfiskowanego majątku. Duchowny odmówił jednak zamieszkania w Moskwie i do końca życia przebywał, jako biskup senior, w monasterze Zaśnięcia Matki Bożej w Tichwinie. W 1751 złożył śluby wielkiej schimy z imieniem Bazyli, krótko potem zmarł.